# 乔治·博阿滕
乔治·博阿滕（荷蘭語：George Boateng，1975年9月5日—）是一名已退役的荷蘭足球員和教练，出生於加納，主要擔任中場。现任为加纳国家足球队助理教练。

## 生平
保定在加納出生，成名於荷甲球會飛燕諾。於1998年橫渡英倫海峽加盟高雲地利後，曾先後效力阿士東維拉、米杜士堡和侯城。連續在英超征戰14年，其後前赴希臘加盟克桑西。
2011年夏季史提夫·麥卡倫上任英冠球會諾定咸森林領隊，召集任教米杜士堡時的舊部，保定於7月27日通過體測正式加盟。
2012年11月22日，保定加盟馬來西亞超級聯賽球隊T-Team，合約為期一年。

## 榮譽
米杜士堡
- 2000年 英格蘭足總盃亞軍
- 2004年 英格蘭聯賽盃冠軍
- 2006年 歐洲足協盃亞軍

## 外部連結
- 足球数据库：佐治·保定的球员统计数据
- 保定官方網頁